# Lawnmower Dog
"Lawnmower Dog" er den anden episode af Rick and Morty. Den havde premiere på Adult Swim d. 9. december, 2013, og blev skrevet af Ryan Ridley, og instrueret af John Rice. I afsnittet giver Rick Sanchez dims til Jerry, som øger hundens intelligens, mens rick og Morty farer vild i Mortys matematikslærers drømme. Afnsittet blev godt modtaget og blev set af omkring 1,5 mio. personer da det blev sendt.
Titlen er en reference til filmen The Lawnmower Man (1992), hvor en videnskabsmand øger intelligensen hos en halvdum gartner. Plottet der involverer Rick og Mortys eventyr er en referencer til filmen Inception (2010) samt Nightmare on Elm Street franchise.